# Aart Jacobi

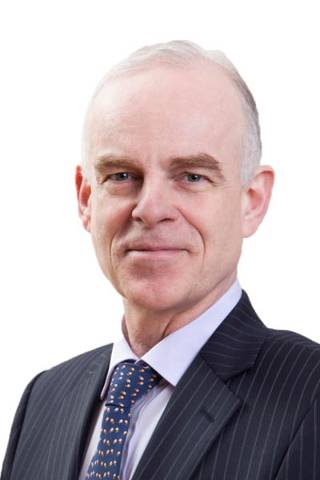
Aart Jacobi

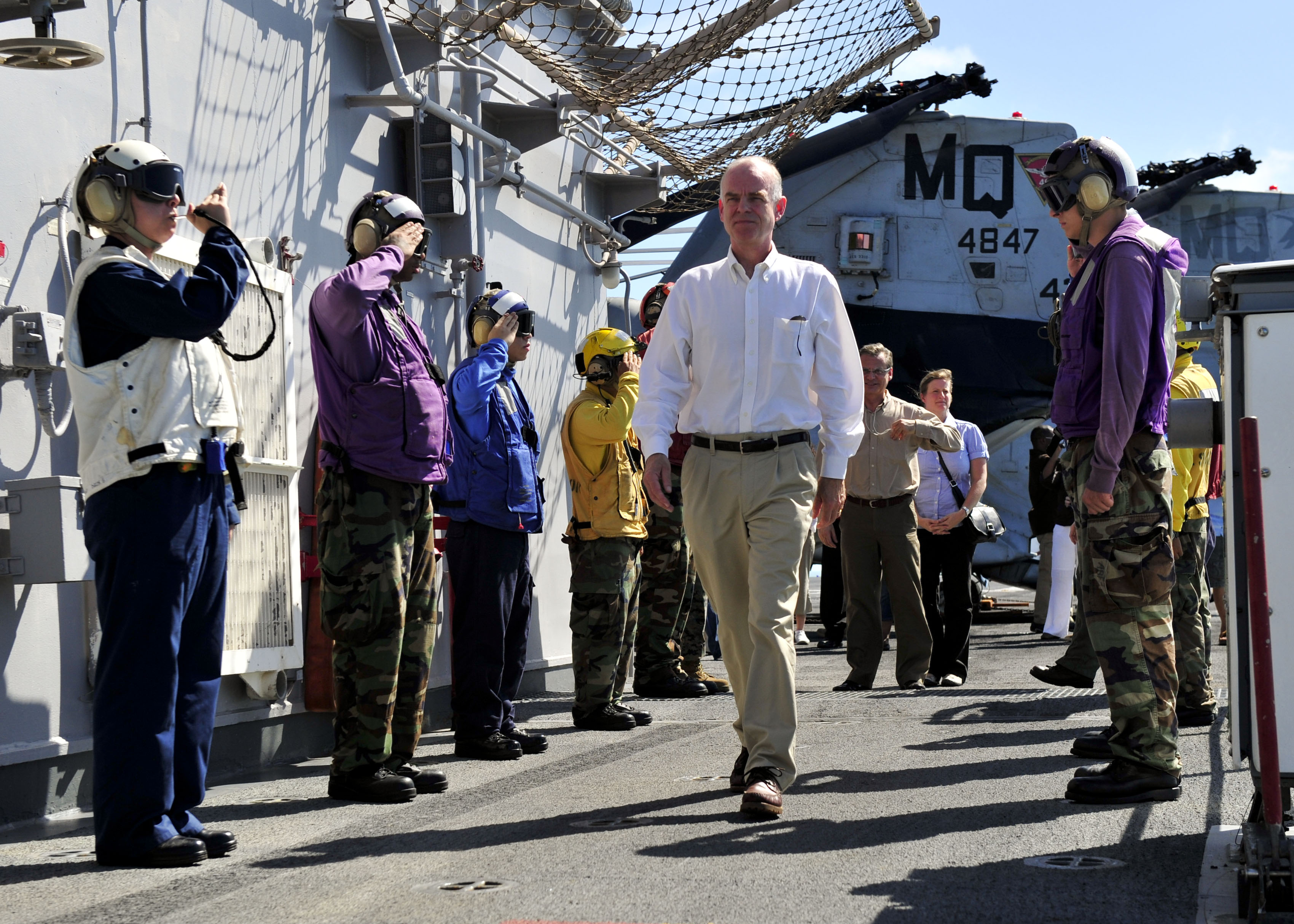
Aart Jacobi (2010)

Aart Jacobi (* 16. Februar 1955 in Arkel, inzwischen Giessenlanden) ist ein niederländischer Diplomat. Er war von 2015 der niederländische Botschafter in Japan und ist seit 2019 Botschafter in Malaysia.

## Leben
Aart Jacobi machte sein Abitur 1972 an einer Hogereburgerschool. Die Universität Kyōto absolvierte er 1981 mit einem Abschluss in Japanischem Verfassungsrecht und die Universität Leiden 1982 mit einem Abschluss in Japanologie.
Er ist mit einer Japanerin verheiratet und hat zwei Kinder.

### Diplomatischer Werdegang
Seit 1984 arbeitet Aart Jacobi für das niederländische Außenministerium. Nach Berufungen auf verschiedene Positionen in Den Haag, den Vereinigten Staaten (als Vizekonsul) und Japan war er von 1994 bis 1997 in der Personalabteilung des Außenministeriums und von 1997 bis 2001 Leiter der Wirtschaftsabteilung der niederländischen Botschaft in Madrid. Von 2001 bis 2005 hatte er die gleiche Position bei der niederländischen Botschaft in Tokio. Von 2005 bis 2009 war er Direktor für Gute Regierungsführung, Menschenrechte und Humanitäre Hilfe im Außenministerium.
Seinen ersten Posten als Botschafter hatte er von 2009 bis 2012 in der ehemaligen niederländischen Kolonie Suriname. Die diplomatischen Beziehungen zwischen den Niederlanden und Suriname während seiner Amtszeit waren schwierig: Zur Amtseinführung des Präsidenten Surinames, Desi Bouterse, 2010 wurde Aart Jacobi als einziger Botschafter nicht eingeladen und nach Genehmigung einer Amnestie 2012 für Morde Bouterses während des Militärregimes in Suriname wurde der niederländische Botschafter vom niederländischen Außenminister Uri Rosenthal zurückgezogen. Die Niederlande hatte einen Internationalen Haftbefehl für Dési Bouterse erwirkt. Seit dem 13. August 2012 war Aart Jacobi als Nachfolger von Rudolf Bekink, der Botschafter in den Vereinigten Staaten wurde, der niederländische Botschafter in Peking. Als niederländischer Botschafter in China war er mitakkreditiert für die Mongolei.
Von Dezember 2015 bis 2019 war er als Nachfolger von Radinck van Vollenhoven niederländischer Botschafter in Tokio. Sein Nachfolger in Japan ist Peter van der Vliet. Seit 2019 ist Aart Jacobi als Nachfolger von Karin Mössenlechner Botschafter in Kuala Lumpur.